# Arondismentul Saint-Paul
Arondismentul Saint-Paul (în franceză Arrondissement de Saint-Paul) este un arondisment din Réunion, Franța.

## Subdiviziuni

### Cantoane
- Cantonul Saint-Leu-1
- Cantonul Saint-Leu-2
- Cantonul Saint-Paul-1
- Cantonul Saint-Paul-2
- Cantonul Saint-Paul-3
- Cantonul Saint-Paul-4
- Cantonul Saint-Paul-5
- Cantonul Les Trois-Bassins
- Cantonul Le Port-1
- Cantonul Le Port-2
- Cantonul La Possession

### Comune
| 1. Les Avirons (97401)  | 2. Saint-Leu (97413) | 3. Saint-Paul (97415) | 4. Les Trois-Bassins (97423) |
| 5. L'Étang-Salé (97404) |                      |                       |                              |